# Бенядовський потік
Бенядовський потік (словац. Beňadovský potok) — річка в Словаччині, ліва притока Мутнянки, протікає в окрузі Наместово.
Довжина приблизно 3.1-3.9 км. Витік знаходиться в масиві Центральні Бескиди (геоморфологічна підодиниця Підбескидська Верховина — схил гори Наветерний-Врх) — на висоті близько 830 метрів. Протікає територією села Бенядово.
Впадає в Мутнянку на висоті приблизно 695-700 метрів.